# Resolució 1910 del Consell de Seguretat de les Nacions Unides
La Resolució 1910 del Consell de Seguretat de les Nacions Unides fou adoptada per unanimitat el 28 de gener de 2010. Després d'escoltar les recomanacions del Secretari General i recordant les resolucions 1325 (2000), 1612 (2005), 1674 (2006), 1738 (2006), 1820 (2008), 1863 (2009), 1882 (2009), 1888 (2009), i 1894 (2009), el Consell va autoritzar estendre el mandat de la Missió de la Unió Africana a Somàlia (AMISOM) fins al 31 de gener de 2011, demanant-li que augmentés força per dur a terme el seu mandat.
El Consell, en virtut del Capítol VII de la Carta de les Nacions Unides, va demanar a AMISOM que ajudés al Govern Federal de Transició a desenvolupar forces policials i de seguretat, assegurant que tots els equips i serveis s'utilitzessin de manera transparent i eficaç. També va demanar al Secretari General que ajudés en aquest procés, però no a transferir fons fins al 31 de gener de 2011.
La resolució també va demanar als Estats membres que contribuïssin al Fons Fiduciari de les Nacions Unides per AMISOM.